# Kanischka Taher
Pour les articles homonymes, voir Taher (homonymie).
Kanischka Taher (dari: كانشكا طاهر) est un footballeur international afghan né le 4 avril 1991 à Kaboul. Il évolue au poste de milieu de terrain au Viktoria Arnoldsweiler.

## Biographie

### En club
Après être passé par les équipes jeunes du VfB Korschenbroich, du Rheydter SpV, du Fortuna Düsseldorf et du FC Wegberg-Beeck, il commence sa carrière senior en 2010 au SG Kaarst, qui évolue au huitième échelon du football allemand.
En juillet 2012, il rejoint le SV Uedesheim en Oberliga Niederrhein. Il joue son premier match le 5 août contre le Wuppertaler SV II (0-0) et marque son premier but le 28 octobre contre le Schwarz-Weiss Essen (2-2). Le club finit la saison en position de relégable.
Il décide alors de rejoindre l'Alemannia Aachen II en Mittelrheinliga. Il fait ses débuts le 25 août 2013 lors d'une victoire 6-1 contre le FC Wegberg-Beeck. Il inscrit son premier but lors d'un succès 6-0 face au SC Brühl. Lors de sa deuxième saison, il joue peu, notamment à cause des blessures, et quitte le club au mercato hivernal.
En janvier 2015, il retrouve donc l'Oberliga Niederrhein du côté du SC Kapellen-Erft. Il joue sa première rencontre le 22 février contre le SV Hönnepel-Niedermörmter (1-1). Il marque son premier but face au même adversaire lors de la saison suivante, le 26 août 2015. À l'issue de la saison 2016-17, le club finit relégable.
Il effectue un nouveau passage en Mittelrheinliga lorsqu'il s'engage avec le VfL Vichttal à l'été 2017. Il joue son premier match le 27 août face au SV Bergisch Gladbach (0-0) et marque son premier but le 8 avril face au Hilal Bergheim (victoire 4-2).
À l'été 2019, il rejoint FC Düren en Oberliga Niederrhein. Il fait ses débuts le 25 août contre le Viktoria Arnoldsweiler (victoire 2-0). Sa première réalisation a lieu le 22 septembre contre le SV Eilendorf. Lors de sa première saison, il remporte la Mittelrheinpokal en battant l'Alemannia Aachen 1-0 en finale.
En juillet 2021, il rejoint le Viktoria Arnoldsweiler qui évolue dans la même division. Il dispute sa première rencontre face à son ancien club, le FC Düren, le 13 août 2021 (défaite 4-2). Il inscrit son premier but le 30 octobre 2021 contre le SV Breinig (victoire 3-0).

### En équipe nationale
Il participe aux Jeux asiatiques de 2014 avec l'équipe d'Afghanistan olympique.
Il honore sa première sélection en équipe d'Afghanistan le 29 mai 2015, en match amical contre le Laos (victoire 2-0).
Il participe ensuite au Championnat d'Asie du Sud 2015 et marque son premier but international en demi-finale face au Sri Lanka.

## Statistiques

### Buts internationaux
| Buts internationaux de Kanischka Taher | Buts internationaux de Kanischka Taher | Buts internationaux de Kanischka Taher                     | Buts internationaux de Kanischka Taher | Buts internationaux de Kanischka Taher | Buts internationaux de Kanischka Taher | Buts internationaux de Kanischka Taher     |
| N°                                     | Date                                   | Lieu                                                       | Adversaire                             | Score                                  | Résultat                               | Compétition                                |
| -------------------------------------- | -------------------------------------- | ---------------------------------------------------------- | -------------------------------------- | -------------------------------------- | -------------------------------------- | ------------------------------------------ |
| 1.                                     | 31 décembre 2015                       | Trivandrum International Stadium, Thiruvananthapuram, Inde | Sri Lanka                              | 2–0                                    | 5-0                                    | Demi-finale de la Coupe d'Asie du Sud 2015 |

### Sélections
| Liste des sélections de Kanischka Taher | Liste des sélections de Kanischka Taher | Liste des sélections de Kanischka Taher                      | Liste des sélections de Kanischka Taher | Liste des sélections de Kanischka Taher | Liste des sélections de Kanischka Taher                   | Liste des sélections de Kanischka Taher | Liste des sélections de Kanischka Taher                           |
| N°                                      | Date                                    | Lieu                                                         | Adversaire                              | Résultat                                | Compétition                                               | But                                     | Notes                                                             |
| --------------------------------------- | --------------------------------------- | ------------------------------------------------------------ | --------------------------------------- | --------------------------------------- | --------------------------------------------------------- | --------------------------------------- | ----------------------------------------------------------------- |
| 1.                                      | 29 mai 2015                             | Stade national du Laos, Vientiane, Laos                      | Laos                                    | 2-0                                     | Match amical                                              |                                         | Entre en jeu à la place d'Anoush Dastgir à la 53e minute de jeu.  |
| 2.                                      | 2 juin 2015                             | Bangabandhu National Stadium, Dacca, Bangladesh              | Bangladesh                              | 1-1                                     | Match amical                                              |                                         | Titulaire, remplacé par Mustafa Azadzoy à la 75e minute de jeu.   |
| 3.                                      | 8 septembre 2015                        | Stade Azadi, Téhéran, Iran                                   | Japon                                   | 6-0                                     | Deuxième tour des éliminatoires de la Coupe du monde 2018 |                                         | Entre en jeu à la place de Zubayr Amiri à la 88e minute de jeu.   |
| 4.                                      | 12 novembre 2015                        | Stade Takhti, Téhéran, Iran                                  | Cambodge                                | 3-0                                     | Deuxième tour des éliminatoires de la Coupe du monde 2018 |                                         | Titulaire.                                                        |
| 5.                                      | 24 décembre 2015                        | Trivandrum International Stadium, Thiruvananthapuram, Inde   | Bangladesh                              | 4-0                                     | Premier tour de la Coupe d'Asie du Sud 2015               |                                         | Titulaire.                                                        |
| 6.                                      | 26 décembre 2015                        | Trivandrum International Stadium, Thiruvananthapuram, Inde   | Bhoutan                                 | 3-0                                     | Premier tour de la Coupe d'Asie du Sud 2015               |                                         | Titulaire.                                                        |
| 7.                                      | 31 décembre 2015                        | Trivandrum International Stadium, Thiruvananthapuram, Inde   | Sri Lanka                               | 5-0                                     | Demi-finale de la Coupe d'Asie du Sud 2015                | 1                                       | Titulaire.                                                        |
| 8.                                      | 3 janvier 2016                          | Trivandrum International Stadium, Thiruvananthapuram, Inde   | Inde                                    | 2-1 a.p                                 | Finale de la Coupe d'Asie du Sud 2015                     |                                         | Titulaire.                                                        |
| 9.                                      | 24 mars 2016                            | Stade Saitama 2002, Saitama, Japon                           | Japon                                   | 5-0                                     | Deuxième tour des éliminatoires de la Coupe du monde 2018 |                                         | Titulaire, remplacé par Ahmad Hatifi à la 74e minute de jeu.      |
| 10.                                     | 29 mars 2016                            | Stade Takhti, Téhéran, Iran                                  | Singapour                               | 2-1                                     | Deuxième tour des éliminatoires de la Coupe du monde 2018 |                                         | Titulaire, remplacé par Ahmad Hatifi à la 91e minute de jeu.      |
| 11.                                     | 11 octobre 2016                         | Stade Shah Alam, Shah Alam, Malaisie                         | Malaisie                                | 1-1                                     | Match amical                                              |                                         | Titulaire.                                                        |
| 12.                                     | 13 novembre 2016                        | Stade Pamir, Douchanbé, Tadjikistan                          | Tadjikistan                             | 1-0                                     | Match amical                                              |                                         | Titulaire, remplacé par Fardin Hakimi à la 80e minute de jeu.     |
| 13.                                     | 23 mars 2017                            | Stade Saoud bin Abdulrahman, Al Wakrah, Qatar                | Singapour                               | 2-1                                     | Match amical                                              |                                         | Titulaire.                                                        |
| 14.                                     | 28 mars 2017                            | Stade Pamir, Douchanbé, Tadjikistan                          | Viêt Nam                                | 1-1                                     | Troisième tour des éliminatoires de la Coupe d'Asie 2019  |                                         | Titulaire.                                                        |
| 15.                                     | 6 juin 2017                             | Stade Theyab Awana, Al Amardhi, Émirats Arabes Unis          | Maldives                                | 2-1                                     | Match amical                                              |                                         | Titulaire.                                                        |
| 16.                                     | 13 juin 2017                            | Stade olympique de Phnom Penh, Phnom Penh, Cambodge          | Cambodge                                | 1-0                                     | Troisième tour des éliminatoires de la Coupe d'Asie 2019  |                                         | Titulaire.                                                        |
| 17.                                     | 19 août 2018                            | Afghanistan Football Federation Stadium, Kaboul, Afghanistan | Palestine                               | 0-0                                     | Match amical                                              |                                         | Titulaire.                                                        |
| 18.                                     | 25 décembre 2018                        | Miracle Resort Hotel Training Centre, Muratpaşa, Turquie     | Turkménistan                            | 2-0                                     | Match amical                                              |                                         | Titulaire, remplacé par Naeem Rahimi à la 75e minute de jeu.      |
| 19.                                     | 20 mars 2019                            | Stade national Bukit Jalil, Kuala Lumpur, Malaisie           | Oman                                    | 5-0                                     | Match amical                                              |                                         | Titulaire, remplacé par Zohib Islam Amiri à la 56e minute de jeu. |

## Palmarès

### En club
- Mittelrheinpokal
  - Vainqueur : 2019-2020

### En sélection
- Championnat d'Asie du Sud de football
  - Finaliste : 2015